# Criterium van Castillon-la-Bataille
Het criterium van Castillon-la-Bataille was een wielrenwedstrijd die na de Tour de France gereden werd in het Franse Castillon-la-Bataille.
De renners leggen dertig maal een parcours van 3,2 kilometer af waarvan 1,5 kilometer bergop. De wedstrijd kende tussen 1959 en 2023 in totaal 46 edities en kreeg in 2024 een doorstart in het Criterium van Saint-Seurin-sur-l'Isle.